# 范義龍
范義龍（英語：Kieren Fallon；1965年2月22日—），前愛爾蘭騎師，曾六度榮膺英國冠軍騎師。他的兒子范奕倫曾經奪得英國冠軍見習騎師殊榮。

## 簡歷
范義龍於1987年馬季獲得第二名。他成為正式騎師後，旋即憑「哥蘭名駒」攻下2002年英皇錦標，首勝一級賽。其後他贏得了其他一級賽勝仗，包括策騎「大激鬥」攻下2012年杜拜金莎軒錦標和「樞機主教」攻下2014年麥通第三輪挑戰賽。范義龍於2016年7月8日宣佈掛靴。

## 成就
- 國際騎師錦標賽亞軍 - (1) - (1999年)

## 主要勝出賽事
英國
- 葉森橡樹大賽 - (1) - Reams of Verse (1997)、靈活馬（英语：Ramruma） (1999)、占卜（英语：Ouija Board (horse)） (2004)、歷山杜娃（英语：Alexandrova） (2006)
- 約克郡橡樹大賽（英语：Yorkshire Oaks）  - (4) - Catchascatchcan (1998)、伊斯靈頓（英语：Islington (horse)） (2002、2003)、Quiff (2004)
- 葉森打吡大賽 - (3) - 宣言 (1999)、金堅 (2003)、北方之光（英语：North Light） (2004)
- 日蝕大賽 - (2) - 木星月亮（英语：Medicean） (2001)、神聖頌歌（英语：Oratorio） (2005)
- 英皇錦標 - (1) - 哥蘭名駒（英语：Golan） (2002)
- 英國冠軍短途錦標（英语：British Champions Sprint Stakes）  - (1) - Crystal Castle (2002)

 阿聯酋
- 杜拜司馬經典賽 - (2) - 愛的果實 (1999)、奇異光芒（英语：Fantastic Light） (2000)
- 杜拜金莎軒錦標 - (1) - 大激鬥 (2012)
- 杜拜黃金之都錦標（英语：Dubai City of Gold）  - (1) - 豐功偉業 (2014)
- 麥通第三輪挑戰賽 - (1) - 樞機主教（英语：Prince Bishop） (2014)

- 百利錢錦標（英语：Balanchine Stakes）  - (1) - Listen (2007)
- 麥通次輪挑戰賽（英语：Al Maktoum Challenge, Round 2） - (2) - 平原小丘 (2012)、樞機主教（英语：Prince Bishop） (2014)
- 美丹短途賽（英语：Meydan Sprint）  - (1) - 麥斯閣下 (2015)

- 北風錦標（英语：Mahab Al Shimaal） - (1) - 大激鬥 (2012)
- 詩栢錦標（英语：Nad Al Sheba Trophy）  - (1) - 傲勝馬 (2013)

 法國
- 聖格盧大賽（英语：Grand Prix de Saint-Cloud）  - (1) - 全音域 (2004)、Mountain High (2007)
- 凱旋門大賽 - (2) - 風馳（英语：Hurricane Run） (2005)、狄倫 (2007)

- 尼爾錦標（英语：Prix Niel）  - (1) - 哥蘭名駒（英语：Golan） (2001)、風馳（英语：Hurricane Run） (2005)

 巴林
- 巴林錦標（英语：Bahrain Trophy） - (1) - Spanish John (2002)、Anousa (2004)

 香港
- 香港瓶 - (1) - 占卜（英语：Ouija Board (horse)） (2005)